# 誤差修正モデル
誤差修正モデル (ごさしゅうせいモデル、英: error correction model、ECM) とは、基となる変数が長期的な確率的トレンドを持つ、すなわち共和分しているデータに対して主に用いられる多重時系列のモデルの一つである。ECMは理論的に動機づけられたアプローチであり、ある時系列から別の時系列への短期と長期のいずれの効果の推定にも有用である。「誤差修正」という語は、長期の均衡からの直前の期の偏差、すなわち「誤差」が短期の変動に影響するという事実に関連してのものである。そのため、ECMはある従属変数が他の変数の変化の後に均衡に戻る速度を直接推定する。

## 歴史
ユール (1926) と グレンジャー&ニューボールド (1974) は見せかけの回帰の問題に初めて注目し、時系列分析におけるその問題への対処の解決策を発見した。2つの互いに無関係な和分 (非定常) 時系列が与えられたとき、その一方を他方について回帰分析すると明らかに統計的に有意な関係を生じる傾向があり、そのため、研究者がその変数間の真の関係の証拠を見つけたと誤信する可能性があった。この状況では通常の最小二乗推定量はもはや一致推定量ではなく、広く用いられる検定統計量も妥当ではない。具体的には、非常に高い決定係数とt検定量、そして低いダービン-ワトソン検定量が得られることがモンテカルロ法を用いたシミュレーションによって示された。厳密には、母数の推定量が確率収束せず、サンプルサイズの増加に伴い切片が発散し傾きが非退化分布を持つことがフィリップス (1986) によって示された。しかしながら、変数間の長期的関係を映している以上、両時系列に共通な、研究者にとって本当に興味のある確率的トレンドは存在しうる。
だが、トレンドの確率的な性質のため、和分過程を確定的トレンド (予測可能) とトレンドによる偏差を含む定常過程に分離することは不可能である。確定的トレンドを除去したランダムウォークにおいてさえ見せかけの回帰は生じる。そのため、トレンド除去ではこの推定の問題点は解決しない。
多くの一般的に経済学などで用いられる時系列は一階の階差が定常となる形で現れることを踏まえれば、ボックス・ジェンキンス法を使い続けるために、その時系列の階差列をとって自己回帰和分移動平均モデルのようなモデルで推定することができる。このようなモデルからの予測はデータに存在する周期や季節性を反映する。しかし、値の水準のデータに含まれている可能性のある長期の調整についての情報は省かれるので、長期的な予測の信頼性は高くない。
そこで、サーガン (1964) は値の水準の情報を保持するECMの方法を開発した。

## 推定
上述の通り、改良された動的モデルを推定するいくつかの方法が知られている。その中には、エングル-グレンジャーの2段階アプローチや、ベクトルを基にヨハンセンの方法を用いて1ステップでECMを推定するVECMがある。

### エングル-グレンジャーの2段階アプローチ
この方法の第1段階は、用いる個別の時系列が非定常であることを確認するための事前の検定である。これは通常の単位根のDF検定や (継続的な誤差項の相関の問題を解決するための) ADF検定によって行われる。相異なる2つの時系列 xt, yt を考えてみよう。もし両方とも I(0) であれば、通常の回帰分析が適用できる。もしこれらが異なる次数の和分過程 (例えば一方が I(1) で他方が I(0) である場合) であれば、モデルを変形する必要がある。
もし同じ次数の和分過程 (普通は I(1)) であれば、以下の形のECMモデルを推定できる。
{\displaystyle A(L)\,\Delta y_{t}=\gamma +B(L)\,\Delta x_{t}+\alpha (y_{t-1}-\beta _{0}-\beta _{1}x_{t-1})+\nu _{t}.}
もし両変数が同じ次数の和分過程でこのECMモデルが存在するならば、エングル-グレンジャー表現定理によりそれらは共和分している。
第2段階では、通常の最小二乗法 yt = β0 + β1xt + εt を用いてモデルを推定する。もし、上で説明した基準によって回帰が見せかけでないと判断されたならば、通常の最小二乗法は妥当であるのみならず、実はsuper consistentでもある (Stock, 1987)。そして、この回帰からの予測残差 t = yt − β0 − β1xt は階差項とラグのある誤差項の回帰に用いられる。
{\displaystyle A(L)\,\Delta y_{t}=\gamma +B(L)\,\Delta x_{t}+\alpha {\hat {\varepsilon }}_{t-1}+\nu _{t}.}
この後、α について標準的なt検定を行うことで共和分について検定できる。この手法は適用が容易である一方で、しかしながら大量の問題を抱えている。
- 第1段階で行われる一変量の単位根検定の検出力が低い。
- 第1段階での従属変数の選択が検定結果に影響し、例えば、グレンジャー因果性によって xt が弱外生的であることが必要である。
- 小サンプルのバイアスを持つ可能性がある。
- α についての共和分検定は標準正規分布に従わない。
- 共和分ベクトルのOLS推定量の分布が非常に複雑で正規分布ではないため、残差を得る1回目の回帰の段階で長期の母数の妥当性は検証できない。
- 調べられる共和分関係は高々1つである[要出典]。

### VECM
エングル-グレンジャーの方法は上記のように多くの弱点があり苦しいものであった。具体的には、従属変数として指定された1つの変数を持つ単一の方程式のみに制限され、関心のあるパラメータに対して弱外生的であると仮定された別の変数によって説明され、変数が I(0) か I(1) かを調べるために時系列の事前検定にも依存する。これらの弱点は、ヨハンセンの手続きの使用を通じて対処できる。その利点は、事前の検定が不要であること、多くの共和分関係があること、全ての変数が内生として扱われること、そして、長期の母数に関しての検定が可能なことである。その結果として得られるモデルはベクトル誤差修正モデル (VECM) として知られ、ベクトル自己回帰モデル (VAR) として知られる多因子モデルに誤差修正の特徴を加えたものである。その手続きは以下のように行われる。
1. 非定常である可能性のある変数を含む制限無しのVARモデルを推定する。
2. ヨハンセン検定を用いて共和分を検定する。
3. VECMを形成して分析する。

### ECMの例
共和分の考え方は単純なマクロ経済学的な条件で例示できる。消費 Ct と可処分所得 Yt が長期において関係 (恒常所得仮説) するマクロ経済的な時系列であると仮定し、特に平均消費性向 が90%、つまり、長期において Ct = 0.9Yt となるとする。計量経済学者の立場では、この長期の関係(共和分)は、Yt, Ct が非定常でありながら回帰 Ct = βYt + εt が定常であるときに存在する。さらに、Yt が ΔYt だけ変化したときに Ct は ΔCt = 0.5ΔYt だけ変化する、つまり、限界消費性向が50%であるとする。最後に、現在と均衡の間のギャップは毎期20%減少すると仮定する。
この条件において消費水準の変化 ΔCt = Ct − Ct −1 は ΔCt = 0.5ΔYt − 0.2(Ct −1 − 0.9Yt −1) + εt とモデル化される。右辺の第1項は Yt の変化が Ct に与える短期の影響を、第2項は変数間の均衡関係へと向かう長期の傾向を、第3項は系が受けるランダムなショック (例えば、消費に影響する消費者信頼感のショック) を表している。モデルがどのように機能するかを見るために恒久的なショックと一時的なショックを考える。単純にするために εt は任意の t に対して0であるとする。いま、t −1 期においてその系が均衡にある、つまり Ct −1 = 0.9Yt −1 であると想定する。t 期に Yt が直前の水準から10だけ増加しその後は直前の水準まで戻ったとすると、Ct は初め (t 期) に5 (10の半分) だけ増加し、次期以降は減少して初期水準に収束する。対照的に、Yt のショックが恒久的であるならば、Ct は当初の Ct −1 より9だけ高い値に徐々に収束する。
この構造は全てのECMモデルに共通である。実際には、計量経済学者はしばしば、最初に共和分関係 (元の時系列での等式) を推定した後でメインのモデル (階差の等式) に挿入する。

## 訳注
1. 1 2  差分（フロー）に対する実際の値（ストック）の意味。翻訳元では"level"
2. ↑  このときの収束速度がT-1であり、収束速度T-1/2である通常のOLSよりも速く収束する一致推定量であることを意味している。